# Sericus
Sericus is een geslacht van kevers uit de familie  
kniptorren (Elateridae).
Het geslacht is voor het eerst wetenschappelijk beschreven in 1829 door Eschscholtz.

## Soorten
Het geslacht omvat de volgende soorten:
- Sericus bicarinatus Garg & Vasu, 1999
- Sericus bifoveolatus (Lewis, 1894)
- Sericus brunneus (Linnaeus, 1759)
- Sericus clarus Gurjeva, 1972
- Sericus formosanus (Ôhira, 1966)
- Sericus fujisanus (Lewis, 1894)
- Sericus fusiformis (LeConte, 1853)
- Sericus gorodinskii Platia & Gudenzi, 2006
- Sericus hiramatsui (Ôhira, 1995)
- Sericus honestus (Randall, 1838)
- Sericus incongruus (LeConte, 1853)
- Sericus inversus (Candèze, 1863)
- Sericus ishidai (Kishii, 1955)
- Sericus jezoensis Ôhira, 1992
- Sericus lahaulensis Vats & Chauhan, 1992
- Sericus rugosus Van Dyke, 1932
- Sericus siteki Platia & Gudenzi, 2006
- Sericus spinosus Platia & Gudenzi, 2006
- Sericus subaeneus (Redtenbacher, 1842)
- Sericus vavrai Platia & Gudenzi, 2006
- Sericus viridanus (Say, 1825)
- Sericus yunnanensis Platia & Gudenzi, 2006